# 84 km (obwód kałuski)
84 km (ros. 84 км) – przystanek kolejowy w miejscowości Lnozawod, w rejonie iznoskim, w obwodzie kałuskim, w Rosji. Położony jest na linii Wiaźma – Kaługa.